# Emiliano M. Aguilera
Emiliano M. Aguilera (Madrid, 1905-Barcelona, 1975) fue un crítico de arte y editor español.

## Biografía
Nacido el 9 de abril de 1905 en Madrid, cultivó la crítica artística en la prensa periódica. Obtuvo un premio al mejor artículo de crítica en la prensa madrileña por un texto publicado en El Socialista con el título «La Exposición Nacional organizada por el Círculo de Bellas Artes». Fue autor de textos como Julio Romero de Torres (su vida, su obra, su arte), El desnudo en el arte, El Greco y Goya, entre otros muchos. Socialista, se exilió y volvió a España, donde falleció el 30 de junio de 1975 en Barcelona.